# Aérodrome de Lifou-Wanaham
 (avril 2025).
L'aérodrome de Lifou-Wanaham (code IATA : LIF • code OACI : NWWL) est un aéroport intérieur de la Nouvelle-Calédonie, situé à Wanaham dans la commune de Lifou, qui se situe dans la Province des îles Loyauté. L'aéroport est desservi entre autres par les compagnies Air Calédonie et Air Loyauté. Les vols sont principalement en provenance et à destination de l'aéroport Nouméa Magenta, mais aussi des vols vers les îles voisines de Maré et d'Ouvéa sont régulièrement opérés par Air Loyauté.

## Compagnies aériennes et destinations
| Compagnies    | Destinations                      |
| ------------- | --------------------------------- |
| Air Calédonie | Nouméa Magenta                    |
| Air Loyauté   | Ouvéa-Ouloup,Tiga,Maré - La Roche |

## Situation
| \| 30 km1:3 725 000 \| Tiga Maré Lifou Koumac Koné Bélep Ouvéa Île des Pins Nouméa La Tontouta Nouméa Magenta Touho Bourail Canala La Foa |
| 30 km1:3 725 000 |

## Statistiques
Pour des raisons techniques, il est temporairement impossible d'afficher le graphique qui aurait dû être présenté ici.

Voir la requête brute et les sources sur Wikidata.

## Accident aérien
En janvier 2020, un avion privé s'écrase à proximité de la piste, à Nathalo, lors d'un vol de nuit, entrainant la mort des quatre occupants.